# Scaphytopius verecundus
Scaphytopius verecundus är en insektsart som beskrevs av Van Duzee 1910. Scaphytopius verecundus ingår i släktet Scaphytopius och familjen dvärgstritar. Inga underarter finns listade i Catalogue of Life.